# Список государственных министров Монако

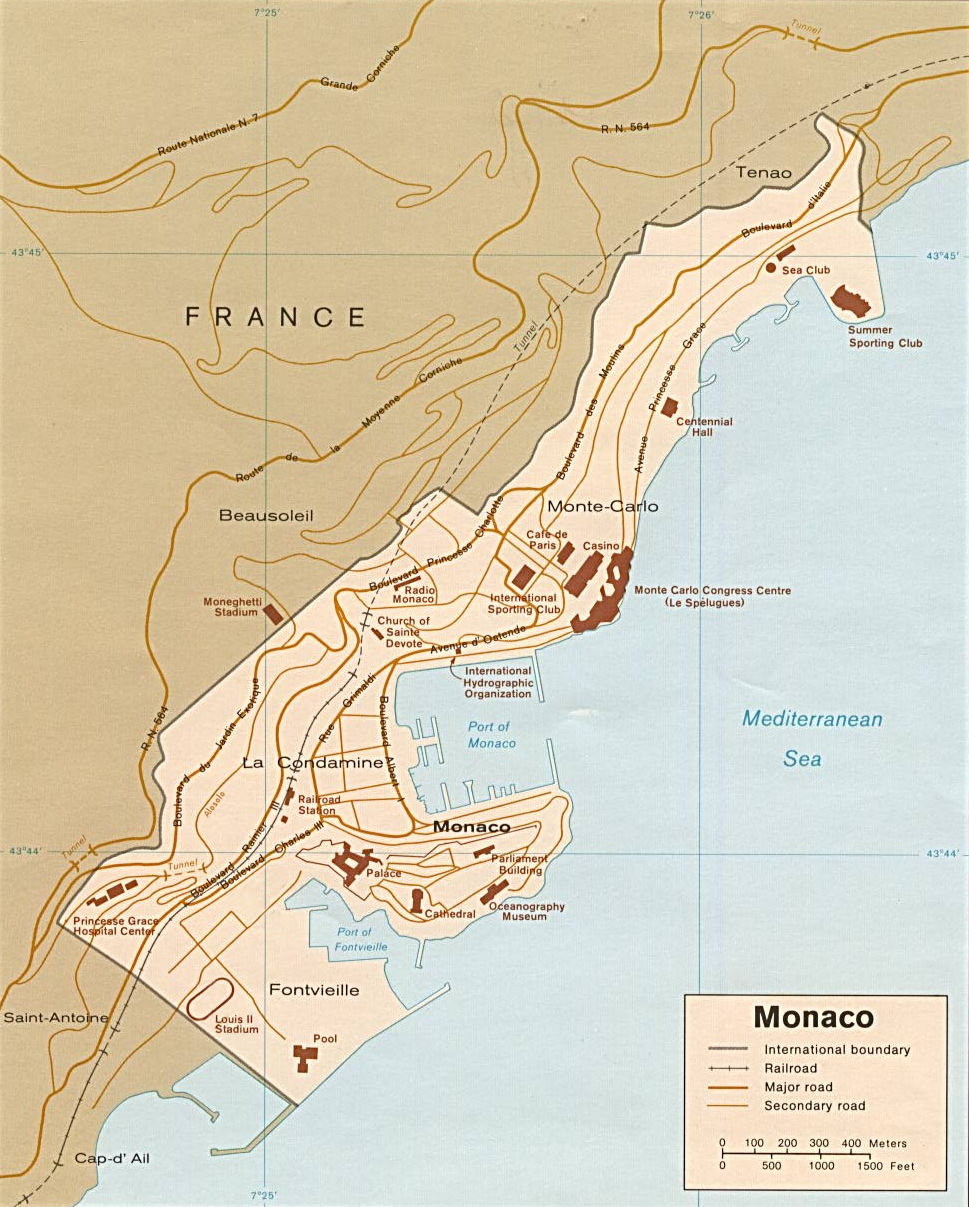
Карта Монако

Госуда́рственный мини́стр Мона́ко (фр. Ministre d'État) — глава правительства в княжестве Монако (фр. Principauté de Monaco), назначаемый правящим князем (Милостью Божией, Суверенный князь Монако, фр. Par la grâce de Dieu, Prince Souverain de Monaco). Он возглавляет исполнительную власть страны и несёт за неё ответственность, определяет основы международных отношений, руководит полицией и вооружёнными силами.
Пост был установлен ордонансом от 5 января 1911 года об утверждении конституционного закона, сменившего абсолютистское правление на режим конституционной монархии в результате монегасской революции 1910 года.
Ордонансом от 24 декабря 1962 года была обнародована новая конституция, модифицированная 17 декабря 2002 года. Первоначально по ней Государственный министр должен был иметь гражданство Франции и выбирался из трёх государственных служащих, предлагаемых французским правительством. 24 октября 2002 года Монако и Франция подписали новый договор о дружбе и сотрудничестве, вступивший в силу 1 декабря 2005 года, укрепляющий суверенитет княжества, самостоятельность его внешней политики и династическую свободу. По договору Государственный министр может иметь либо французское, либо монегаскское гражданство и назначаться монархом после консультаций с французским правительством. Он и содействующие ему пять советников правительства — министров (фр. Conseillers de Gouvernement — Ministres) руководят исполнительными службами, подчинёнными государственному министру, но объединёнными в пять министерских департаментов, курируемых одним из советников.

## Государственные министры Монако
Курсивом на сером фоне показаны даты начала и окончания полномочий лиц, временно замещающих действующих государственных министров.
|        | Портрет        | Имя (годы жизни)                                                                                            | Полномочия       | Полномочия       | Пр.           |
| Начало | Портрет        | Имя (годы жизни)                                                                                            | Окончание        |                  | Пр.           |
| ------ | -------------- | --- | ---------------- | ---------------- | ------------- |
| 1      |                | Эмиль Флаш (1860—1959) фр. Émile Flach                                                                      | 8 февраля 1911   | 31 декабря 1917  | [ 13 ]        |
| и. о.  |                | Сирги Антуан Жорж Жалюстр (1875—1951) фр. Cirgues Antoine Georges Jaloustre                                 | 1 января 1918    | 22 марта 1919    | [ 13 ]        |
| 2      |                | Раймон Жозеф Мари Ле Бурдон (1861—1937) фр. Raymond Joseph Marie Le Bourdon                                 | 22 марта 1919    | 30 сентября 1923 | [ 14 ] [ 15 ] |
| 3      |                | Луи Эжен Морис Пьет (1871—1953) фр. Louis Eugène Maurice Piette                                             | 30 сентября 1923 | 15 января 1932   | [ 16 ]        |
| и. о.  |                | Оноре Луи Сезар Моран (1876-1946) фр. Honoré Louis César Mauran                                             | 15 января 1932   | 13 июня 1932     | [ 13 ]        |
| 4      |                | Морис Буйу-Лафон (1875—1937) фр. Maurice Bouilloux-Lafont                                                   | 14 июня 1932     | 31 мая 1937      | [ 13 ]        |
| и. о.  |                | Оноре Луи Сезар Моран (1876—1946) фр. Honoré Louis César Mauran                                             | 1 июня 1937      | 31 июля 1937     | [ 13 ]        |
| 5      |                | Эмиль Анри Робло (1886—1963) фр. Émile Henri Roblot                                                         | 1 августа 1937   | 20 ноября 1944   | [ 17 ] [ 18 ] |
| и. о.  |                | Пьер Альбер Бланши (1897—1981) фр. Pierre Albert Blanchy                                                    | 29 сентября 1944 | 20 ноября 1944   | [ 13 ]        |
| 6      |                | Пьер Шарль Октав де Витасс (1878—1956) фр. Pierre Charles Octave de Witasse                                 | 20 ноября 1944   | 31 декабря 1948  | [ 19 ]        |
| и. о.  |                | Пьер Альбер Бланши (1897—1981) фр. Pierre Albert Blanchy                                                    | 1 января 1949    | 11 июля 1949     | [ 13 ]        |
| 7      |                | Жак Леон Рюэф (1896—1978) фр. Jacques Léon Rueff                                                            | 12 июля 1949     | 23 июля 1950     | [ 20 ] [ 21 ] |
| 8      |                | Пьер Жан Поль Шарль Эдуар Вуазар (1896—1982) фр. Pierre Jean Paul Charles Edouard Voizard                   | 24 июля 1950     | 8 октября 1953   | [ 22 ]        |
| и. о.  |                | Пьер Альбер Бланши (1897—1981) фр. Pierre Albert Blanchy                                                    | 17 сентября 1953 | 8 октября 1953   | [ 13 ]        |
| 9      | 8 октября 1953 | Пьер Альбер Бланши (1897—1981) фр. Pierre Albert Blanchy                                                    | 16 ноября 1953   |                  | [ 13 ]        |
| 10     |                | Анри Жюль Жозеф Пьер Сум (1899—1983) фр. Henry Jules Joseph Pierre Soum                                     | 17 ноября 1953   | 31 декабря 1958  | [ 23 ]        |
| и. о.  |                | Пьер Альбер Бланши (1897—1981) фр. Pierre Albert Blanchy                                                    | 1 января 1959    | 31 января 1959   | [ 13 ]        |
| 11     |                | Эмиль Амеде Пеллетье (1898—1975) фр. Émile Amédée Pelletier                                                 | 1 февраля 1959   | 23 января 1962   | [ 24 ] [ 25 ] |
| и. о.  |                | Пьер Альбер Бланши (1897—1981) фр. Pierre Albert Blanchy                                                    | 23 января 1962   | 16 августа 1963  | [ 13 ]        |
| 12     |                | Жан Эмиль Андре Реймон (1912—1986) фр. Jean Émile André Reymond                                             | 16 августа 1963  | 28 декабря 1966  | [ 26 ]        |
| 13     |                | Поль Мари Жозеф Деманж (1906—1970) фр. Paul Marie Joseph Demange                                            | 28 декабря 1966  | 31 марта 1969    | [ 27 ]        |
| 14     |                | Франсуа Дидье Фернан Арман Луи Жорж Греш (1906—1992) фр. Francois Didier Fernand Armand Louis Georges Gregh | 1 апреля 1969    | 31 мая 1972      | [ 28 ]        |
| 15     |                | Андре Леон Сен-Млё (1920—2012) фр. André Leon Saint-Mleux                                                   | 1 июня 1972      | 7 июля 1981      | [ 13 ]        |
| 16     |                | Жан Люсьен Эмиль Эрли (1920—1998) фр. Jean Lucien Émile Herly                                               | 8 июля 1981      | 15 сентября 1985 | [ 29 ]        |
| 17     |                | Жан Жак Шарль Оссель (1925—2001) фр. Jean Jacques Charles Ausseil                                           | 16 сентября 1985 | 17 февраля 1991  | [ 30 ]        |
| 18     |                | Жак Пьер Дюпон (1929—2002) фр. Jacques Pierre Dupont                                                        | 18 февраля 1991  | 1 декабря 1994   | [ 13 ]        |
| 19     |                | Поль Шарль Луи Дижу (1938—) фр. Paul Charles Louis Dijoud                                                   | 2 декабря 1994   | 2 февраля 1997   | [ 31 ]        |
| 20     |                | Мишель Левек (1933—) фр. Michel Lévêque                                                                     | 3 февраля 1997   | 5 января 2000    | [ 32 ]        |
| 21     |                | Патрик Андре Леклерк (1938—) фр. Patrick André Leclercq                                                     | 5 января 2000    | 31 мая 2005      | [ 33 ] [ 34 ] |
| 22     |                | Жан Поль Мари Пруст (1940—2010) фр. Jean Paul Marie Proust                                                  | 1 июня 2005      | 28 марта 2010    | [ 35 ] [ 36 ] |
| 23     |                | Мишель Роже (1949—) фр. Michel Roger                                                                        | 29 марта 2010    | 31 января 2016   | [ 37 ] [ 38 ] |
| и. о.  |                | Жиль Тонелли (1957—) фр. Gilles Tonelli                                                                     | 16 декабря 2015  | 31 января 2016   | [ 39 ]        |
| 24     |                | Серж Тель (1955—) фр. Serge Telle                                                                           | 1 февраля 2016   | 31 августа 2020  | [ 40 ] [ 41 ] |
| 25     |                | Пьер Дарту (1954—) фр. Pierre Dartout                                                                       | 1 сентября 2020  | 1 сентября 2024  | [ 42 ] [ 43 ] |
| 26     |                | Дидье Гийом (1959—2025) фр. Didier Guillaume                                                                | 2 сентября 2024  | 17 января 2025   | [ 44 ] [ 45 ] |
| и. о.  |                | Изабель Берро-Амадей (1965—) фр. Isabelle Berro-Amadeï                                                      | 10 января 2025   | 17 января 2025   | [ 46 ]        |
| и. о.  | 17 января 2025 | Изабель Берро-Амадей (1965—) фр. Isabelle Berro-Amadeï                                                      | 21 июля 2025     |                  | [ 46 ]        |
| 27     |                | Кристоф Мирман (1961—) фр. Christophe Mirmand                                                               | 21 июля 2025     | действующий      | [ 47 ] [ 48 ] |